# Sonchella
Sonchella es un género de plantas con flores perteneciente a la familia Asteraceae. Es originario de Asia, Mongolia.

## Especies
1. Sonchella dentata (Ledeb.) Sennikov in Komarovia 5: 106. 2008
2. Sonchella stenoma (Turcz. ex DC.) Sennikov in Bot. Zhurn. 92: 1753. 2007